# Marinaleda
Marinaleda ist ein Municipio in der andalusischen Provinz Sevilla in Spanien in der Comarca Sierra Sur de Sevilla. 2024 hatte die Gemeinde 2.555 Einwohner.

## Kommunalpolitik
Die Gemeinde wird seit 1979 von dem eurokommunistischen Bürgermeister Juan Manuel Sánchez Gordillo (Izquierda Unida/IU) regiert. Bei den Kommunalwahlen 2007 erhielten die Eurokommunisten der IU 7 und die Angehörigen der Partido Socialista Obrero Español (PSOE) 4 Sitze im 11-köpfigen Parlament. Bei den Kommunalwahlen im Mai 2011 erhielt die IU 9 Sitze (73,1 %) und die PSOE 2 (21,4 %).
Genossenschaftliche Projekte werden sowohl von der andalusischen Regionalregierung wie von der EU mitfinanziert.

## Wirtschaft
Der Ort liegt in einer landwirtschaftlich geprägten Umgebung. Angebaut werden unter anderem Artischocken, Bohnen, Paprika und Oliven. Hauptarbeitgeber im Dorf ist der landwirtschaftliche Genossenschaftsverband El Humoso, dessen Produkte über die Marke Humar vertrieben werden.
Ein maßgeblicher Teil der Wirtschafts- und Bautätigkeit erfolgt in Selbstverwaltung. Etwa jeder vierte Einwohner erhält Zuwendungen aus dem Plan de Empleo Rural (PER), einem regionalen Programm zur Hebung der Beschäftigung im ländlichen Raum Andalusiens und der Extremadura.

## Bevölkerungsentwicklung
Die Einwohnerzahlen sind in den letzten Jahren  weitgehend stabil.
| 1877  | 1887  | 1900  | 1910  | 1920  | 1930  | 1940  | 1950  | 1960  | 1970  | 1980  | 1990  | 2000  | 2010  | 2020  |
| ----- | ----- | ----- | ----- | ----- | ----- | ----- | ----- | ----- | ----- | ----- | ----- | ----- | ----- | ----- |
| 1.384 | 1.702 | 1.753 | 1.864 | 2.318 | 2.563 | 3.070 | 3.387 | 2.879 | 2.439 | 2.317 | 2.518 | 2.650 | 2.783 | 2.627 |